# Ptychochromis oligacanthus
Ptychochromis oligacanthus é uma espécie de peixe da família Cichlidae.
É endémica de Madagáscar.
Os seus habitats naturais são: rios e lagos de água doce.